# Михайлівка (Полтавський район, Михайлівська сільська громада)
Миха́йлівка — село в Україні, центр Михайлівської сільської громади Полтавського району Полтавської області. Населення становить 1264 осіб. Орган місцевого самоврядування — Михайлівська сільська рада.
Після ліквідації Машівського району 19 липня 2020 року село увійшло до Полтавського району.

## Географія
Село Михайлівка знаходиться на берегах річки Мокра Лип'янка, вище за течією примикає село Красногірка, нижче за течією примикає село Жирківка. На річці кілька загат.

## Історія
- 1902 — село Милорадівка перейменоване в село Михайлівка.

## Населення

### Мова
Розподіл населення за рідною мовою за даними перепису 2001 року:
| Мова       | Кількість | Відсоток |
| ---------- | --------- | -------- |
| українська | 1206      | 96.17%   |
| російська  | 56        | 3.67%    |
| вірменська | 2         | 0.16%    |
| Усього     | 1264      | 100%     |

## Економіка
- Молочно-товарна ферма.
- ТОВ «Востокстройгаз».
- Нафтогазовидобувне управління «Полтаванафтогаз»

## Об'єкти соціальної сфери
- Школа.
- Будинок культури.
- Дитячий садок.